# Busungarna (film)
Busungarna är en barnfilm från 1994. Den är baserad på en serie klassiska amerikanska kortfilmer från 1930-talet, vilka även har visats i svensk TV (som Rackarungarna).

## Handling
Medlemmarna i ’’Karlakarlarnas tjejhatarförening’’ är Spinken, Alfalfa, Ponken, Busfröt, Grodan och Ah-ha. De håller till i ett fallfärdigt skjul på en bergssluttning. Till sitt förfogande har de en hemgjord gokart och det gör grannskapets elakingar, Butch och hans kompis Masken avundsjuka och de gör allt för att retas med de andra pojkarna.
Ledaren för föreningen, Spinken, är noga med att tjejer inte ska blandas in. De andra blir därför skräckslagna när Alfalfa blir förälskad i Darla. Senare råkar han orsaka en brand som leder till att klubbhuset brinner ner. Därefter tvingar klubben honom att förneka sin kärlek och vakta gokarten.
Darla, som han blev förälskad i, valde dock rikemanssonen Waldo istället och bilen blir stulen av Butch och Masken. Pojkarna i föreningen får därför bygga en ny gokart, och de lyckas att vinna go-karttävlingen med hjälp av Darla. För vinstpengarna bygger de upp klubbhuset och ändrar stadgarna så att flickor accepteras som medlemmar i föreningen.

## Om filmen
Den hade sverigepremiär den 25 december 1995 och hade videorelease i augusti 1996. Den visades på tv första gången på TV4 den 16 juni 2000. Därefter har den visats i samma kanal ytterligare två gånger. Den 21 december 2002 samt den 18 januari 2004.
Finansmannen och sedermera USA:s 45:e och 47:e president Donald Trump spelar Waldos rike far.